# Valle de Santibáñez
Valle de Santibáñez är en kommun i Spanien.   Den ligger i provinsen Provincia de Burgos och regionen Kastilien och Leon, i den norra delen av landet, 230 km norr om huvudstaden Madrid. Antalet invånare är 544. Arean är 105 kvadratkilometer.
Terrängen i Valle de Santibáñez är platt.